# Lepanthes via-incarum
Lepanthes via-incarum är en orkidéart som beskrevs av Carlyle August Luer och Alexander Charles Hirtz. Lepanthes via-incarum ingår i släktet Lepanthes och familjen orkidéer.
Artens utbredningsområde är Ecuador. Inga underarter finns listade i Catalogue of Life.